# 5425 Vojtěch
5425 Vojtěch è un asteroide della fascia principale. Scoperto nel 1984, presenta un'orbita caratterizzata da un semiasse maggiore pari a 2,4538949 UA e da un'eccentricità di 0,1341124, inclinata di 6,27268° rispetto all'eclittica.